# Diógenes Taboada
Diógenes Taboada (Ojo del Río, Provincia de San Luis, 1887 - Buenos Aires, 1978) fue un abogado y político argentino, que ejerció como ministro del Interior del presidente Roberto M. Ortiz y de Relaciones Exteriores del presidente Arturo Frondizi, veinte años más tarde.

## Biografía
Cursó sus estudios secundarios en la ciudad de Córdoba y se recibió de abogado en la Universidad de Buenos Aires. Perteneció desde su primera juventud a la Unión Cívica Radical.
En 1917 fue ministro de hacienda de la Provincia de San Luis, durante la gestión del gobernador Carlos Alric. Tres años más tarde fue elegido diputado nacional por su provincia. Fue partidario de la fracción antipersonalista del radicalismo.
En 1925 fue nombrado administrador general de Impuestos Internos de La Nación y, al año siguiente, presidente de la Caja Nacional de Ahorro Postal.
En 1938 fue nombrado ministro del Interior por el presidente Roberto Marcelino Ortiz; su principal preocupación fue terminar con el régimen del fraude electoral que predominaba en su tiempo —la llamada Década Infame— y que había permitido llegar a la presidencia al propio Ortiz. Ordenó las intervenciones federales a las provincias de Catamarca y Buenos Aires, desplazando en ésta al más entusiasta promotor del "fraude patriótico", el gobernador Manuel Fresco.
Tras la Revolución del 43 fue uno de los más destacados dirigentes del antipersonalismo, y fue de los principales convocantes de la Marcha de la Constitución y la Libertad del 19 de septiembre de 1945.
Durante el gobierno de Juan Domingo Perón adhirió a la Unión Cívica Radical, en la fracción que sería la Unión Cívica Radical Intransigente. Secundó la política del después presidente Arturo Frondizi, que en mayo de 1958 lo nombró su Ministro de Relaciones Exteriores.
Durante su gestión asistió a la Quinta Reunión de Consulta de ministros de Relaciones Exteriores, en la cual no tuvo una participación destacada, ya que el tema más urticante era la Revolución Cubana y su posible exportación a otros países de la región del Mar Caribe, y la situación causada por la dictadura en la República Dominicana. En el mes de julio el canciller notificó al gobierno de Fidel Castro su preocupación por la creciente influencia de la Unión Soviética en ese país.
En abril de 1961 se produjo el anuncio de la Alianza para el Progreso por parte del presidente estadounidense John F. Kennedy, que fue recibido con escepticismo por toda América Latina, con excepción del gobierno del presidente Frondizi, que se manifestó el más grande admirador de esa política. El ministro Taboada tampoco mostró entusiasmo por el anuncio, y —en todo caso— dejó el cargo a fines de ese mes.
Durante el resto del gobierno de Frondizi, Taboada fue embajador en el Uruguay y en Perú.